# 2009 en jeu vidéo
Cet article présente les faits marquants de l'année 2009 concernant le jeu vidéo.

## Principaux événements

### Annonces
- 2 mars : Microsoft annonce l'arrêt du support de la console Xbox.
- 2 juin : Sony lève le voile sur la PlayStation Portable Go au cours de l'E3.
- 18 août : Sony présente une nouvelle version de la PlayStation 3, assortie d'une baisse de prix à l'occasion de la gamescom.

### Sorties marquantes
- 20 février : sortie européenne de Street Fighter IV sur PlayStation 3 et Xbox 360
- 25 février : sortie européenne de Killzone 2
- 13 mars : sortie européenne de Resident Evil 5. Le 25 mai, Capcom annonce que le jeu s'est écoulé à plus de 5 millions d'exemplaires, ce qui en fait l'épisode le plus vendu de la série[1].
- 3 avril : sortie de la Nintendo DSi en Europe. Le 6 mars 2009, le cap des 100 000 000 de DS vendues est franchi[2].
- 4 juin : sortie européenne des Sims 3
- 1er septembre : sortie de la version slim de la PlayStation 3
- 22 septembre : sortie internationale de Halo 3: ODST
- 1er octobre : sortie de la PlayStation Portable Go en Europe et aux États-Unis
- 14 octobre : sortie européenne d'Uncharted 2: Among Thieves. Le jeu a été élu « Meilleur jeu de l'année 2009 » par les Video Games Awards[3].
- 16 octobre : sortie européenne de Brütal Legend
- 10 novembre : sortie mondiale de Call of Duty: Modern Warfare 2
- 19 novembre : sortie mondiale de Assassin's Creed II, 1,6 million d’unités vendues la première semaine selon Ubisoft.
- 18 décembre : sortie européenne de Kirby Super Star Ultra sur Nintendo DS.

### Salons et manifestations
- 8 janvier - 11 janvier : Consumer Electronics Show 2009 à Las Vegas
- 23 mars - 27 mars : Game Developers Conference 2009 à San Francisco
- 2 juin - 4 juin : Electronic Entertainment Expo 2009 à Los Angeles
- 13 août - 16 août : QuakeCon 2009 à Dallas
- 19 août - 23 août : Gamescom 2009 à Cologne
- 21 août - 22 août : BlizzCon 2009 à Anaheim, Californie
- 18 septembre - 20 septembre : Festival du jeu vidéo 2009 à Paris
- 24 septembre - 27 septembre : Tokyo Game Show 2009 à Tokyo
- 30 octobre - 2 novembre : Micromania Game Show 2009 à Paris

## Principales sorties de jeux
Les jeux suivants sont sortis au cours de l'année 2009 (liste non exhaustive) :
- Batman: Arkham Asylum (Windows, Xbox 360, Playstation 3)
- Battlefield Heroes (Windows)
- The Beatles: Rock Band (Xbox 360, PlayStation 3, Wii)
- Blood Bowl (Windows, Xbox 360, Nintendo DS, PSP)
- Brütal Legend (Xbox 360)
- Cities XL (Windows)
- The Conduit (Wii)
- Dead Space Extraction (Wii)
- Deadly Creatures (Wii)
- Dissidia: Final Fantasy (PSP)
- DJ Hero (PlayStation 2, PlayStation 3, Xbox 360, Wii)
- Dragon Age: Origins (Windows, Xbox 360, PlayStation 3)
- Dungeon Party (Windows)
- Empire: Total War (Windows)
- Formula One 2009 (Wii et PSP)
- Forza Motorsport 3 (Xbox 360)
- Grand Theft Auto: Chinatown Wars (Nintendo DS)
- Gran Turismo (PSP)
- Halo 3: ODST (Xbox 360)
- Halo Wars (Xbox 360)
- Inazuma Eleven 2 (Nintendo DS) (Sortie japonaise)
- Just Dance (Wii)
- Killzone 2 (PlayStation 3)
- League of Legends (PC)
- Left 4 Dead 2 (Windows, Xbox 360)
- Modern Warfare 2 (Call of Duty)
- MadWorld (Wii)
- Magnetis
- Mario et Luigi : Voyage au centre de Bowser (Nintendo DS et DSi)
- Mario et Sonic aux Jeux olympiques d'hiver (Wii)
- Metal Gear Solid Touch (iPhone et iPod Touch)
- Metroid Prime: Trilogy (Wii)
- Minecraft (PC)
- New Super Mario Bros. Wii (Wii)
- Operation Flashpoint: Dragon Rising (Windows, PlayStation 3, Xbox 360)
- Kirby Super Star Ultra (Nintendo DS)
- Overlord: Dark Legend (Wii)
- Postal III (Windows, PlayStation 3, Xbox 360)
- Prototype (Windows, PlayStation 3, Xbox 360)
- Pro Evolution Soccer 2010 (Wii, Xbox 360, PlayStation 3, Nintendo DS, Windows, PSP, PlayStation 2)
- Ratchet and Clank: A Crack in Time (PlayStation 3)
- Resident Evil 5 (PlayStation 3, Xbox 360)
- Risen (Windows, Xbox 360)
- Les Sims 3 (Windows)
- SoulCalibur: Broken Destiny (PSP)
- Tekken 6: Bloodline Rebellion (PlayStation 3), (PSP), (Xbox 360)
- The King of Fighters XII (Arcade)
- The Lapins Crétins : La Grosse aventure (Nintendo DS, Wii)
- The Legend of Zelda: Spirit Tracks (Nintendo DS)
- Star Ocean: The Last Hope (Xbox 360)
- The Saboteur (Windows, Xbox 360, PlayStation 3)
- Tom Clancy's H.A.W.X (Windows, PlayStation 3, Xbox 360)
- Virtua Tennis 2009 (Windows, PlayStation 3, Xbox 360, Wii)
- Uncharted 2: Among Thieves (PlayStation 3)
- Warhammer 40,000: Dawn of War II (Windows)
- Wii Fit Plus (Wii)
- Wii Sports Resort (Wii)
- Wolfenstein (PlayStation 3), (Windows), (Xbox 360)
- Kirby Super Star Ultra (Nintendo DS)

| Nom du jeu                     | Plate-forme                                                         |
| ------------------------------ | ------------------------------------------------------------------- |
| Aion: The Tower of Eternity    | Windows                                                             |
| Assassin's Creed II            | Windows, Nintendo DS, Xbox 360, PlayStation 3, PlayStation Portable |
| Call of Duty: Modern Warfare 2 | Windows, PlayStation 3, Xbox 360                                    |
| FEAR 2: Project Origin         | Windows, PlayStation 3, Xbox 360                                    |
| Halo 3: ODST                   | Xbox 360                                                            |
| Killzone 2                     | PlayStation 3                                                       |
| Uncharted 2: Among Thieves     | PlayStation 3                                                       |
| Left 4 Dead 2                  | Windows, Xbox 360                                                   |
| Torchlight                     | Windows                                                             |
| Wolfenstein                    | Windows, PlayStation 3, Xbox 360                                    |